# Fokker D.XXI
De Fokker D.XXI (of D.21) was een klein jachtvliegtuig, dat door Fokker werd ontwikkeld in de jaren dertig.

## Ontwikkeling
De D.XXI was bedoeld voor de onderschepping van vijandelijke vliegtuigen. Het toestel werd ontworpen voor het ML-KNIL, dat echter afzag van aankoop. Vervolgens werd de D.XXI aangeschaft door de Luchtvaartafdeeling van het Nederlandse leger, die de eerste exemplaren in 1938 in dienst stelde. Dit waren exemplaren met een krachtiger motor, die volgens Finse specificaties waren ontwikkeld. De D.XXI werd met de oorspronkelijke lichtere motor geleverd aan Denemarken en met de zwaardere motor aan Finland. Denemarken bouwde tien exemplaren in licentie. Finland bouwde het type eveneens in licentie en gebruikte het met succes tijdens de Winteroorlog. Na de Winteroorlog hervatte Finland de productie, met een andere motor. Hoewel ook het Spaanse Hispano Suiza de licentierechten verkreeg, zijn er nooit Spaanse toestellen in dienst gekomen. Er werden 25 rompen en 50 vleugels gebouwd. Slechts een exemplaar werd testgevlogen met een Russische M-25 motor. De fabriek viel daarna in Nationalistische handen en de Fokkers werden niet afgebouwd. Onderdelen werden later gebruikt voor de bouw van Hispano 42-trainers.

## Constructie
De romp werd geconstrueerd van metalen buizen. Het voorste deel werd bekleed met metaal en het achterste deel met linnen. De vleugels werden bekleed met triplex. Het onderstel was niet intrekbaar en bestond uit een paar veerpoten; de wielen waren van gestroomlijnde kappen voorzien.

## Inzet

### Finland
Bij het begin van de Winteroorlog had Finland 36 toestellen gebouwd en in dienst, alle met Mercury VIII-motor. Naast de verouderde Bristol Bulldog-tweedekkers waren dit op dat moment de enige Finse jachtvliegtuigen. De D.XXI voldeed uitstekend bij de inzet tegen bommenwerpers maar had moeite met de wendbare I-15-, I-153- en I-16-jagers. De Finse luchtmacht legde zich daarom toe op het bestrijden van bommenwerpers. En met succes, want de D.XXI haalde 119 overwinningen tegen slechts enkele verliezen. Vanaf februari 1940, vlak voor het einde van de Winteroorlog, begonnen andere jachtvliegtuigen te arriveren en werd de Fokker als belangrijkste jachtvliegtuig afgelost. Wel was inmiddels begonnen met de bouw van een nieuwe serie van 50 toestellen met een Pratt & Whitney Twin Wasp Junior-motor. Deze was in principe even krachtig als de Mercury, maar had een hoger gewicht en voldeed mede daardoor minder goed. Bij de hervatting van de oorlog in 1941 werd de Fokker voornamelijk nog ingezet bij grondaanvallen. Exemplaren die de oorlog overleefden vlogen nog tot 1948. De D.XXI vormt nadien in Finland een icoon voor de ongelijke overlevingsstrijd van 1939-1940.

### Denemarken
Op 9 april 1940 werd Denemarken in één dag bezet door nazi-Duitsland. De Deense luchtmacht werd op de luchtmachtbasis van Værløse goeddeels op de grond vernield door Messerschmitt Bf 110-jagers en bood verder geen weerstand meer. De D.XXI werd dus niet ingezet. Bijna alle toestellen werden door de Deense luchtmacht hersteld. De Deense strijdkrachten bleven formeel bestaan alhoewel ze niet meer mochten opereren. In 1942 werden de uitrustingsstukken alsnog door Duitsland in beslag genomen en de toestellen die in Duitse handen vielen werden door de Luftwaffe ingezet als doelsleper.

### Nederland
Op 10 mei 1940 werd Nederland overvallen. Bij de LVA werden patrouilles vaak met drie toestellen gevlogen. Alleen de patrouilleleider had een radio aan boord, en wanneer hij orders van de grond ontving moest hij zijn vleugelmannen met handsignalen instrueren.
Door de geringe snelheid, in belangrijke mate door het vaste onderstel en het geringe motorvermogen veroorzaakt, was de D.XXI in het nadeel tegenover de Messerschmitt Bf 109. Het toestel had wel grotere wendbaarheid en een kleinere draaicirkel. Een boordkanon was een gemis in de bewapening.
In zijn boek Oorlogsvlieger van Oranje (1980) beschreef Bob van der Stok zijn ervaringen met de D.XXI gedurende 10 tot 14 mei 1940. Hoewel de Fokker D.XXI het samen met het andere operationele type, de Fokker G.I, redelijk deed tegenover de moderne jagers en bommenwerpers van de Duitse Luftwaffe, gaven het kwantitatieve en het kwalitatieve overwicht van de vijand uiteindelijk de doorslag.
Enkele exemplaren van de D.XXI werden door de Duitsers buitgemaakt. Eén ervan werd in het Beuteflugzeuge Museum in Berlijn tentoongesteld, tot dit museum in 1942 in een bombardement vernietigd werd.

### Nederlands-Indië
Het prototype van de D.XXI, registratie FD-322, werd gebouwd voor de Militaire Luchtvaart van het Koninklijk Nederlandsch-Indisch Leger (ML-KNIL). Uiteindelijk is het prototype daar ook terechtgekomen, hoewel ML-KNIL geen bestelling voor de D.XXI plaatste. Volgens ooggetuigen was het in juli 1940 een van de gevechtsvliegtuigen van de ML-KNIL die voorzien werden van het nieuwe camouflagepatroon. Het toestel zou tot maart 1942 geregistreerd zijn en is waarschijnlijk op de grond vernield op het vliegveld Andir. Gevechtsacties zijn niet bekend.

## Subtypen[7]
- D.XXI-1

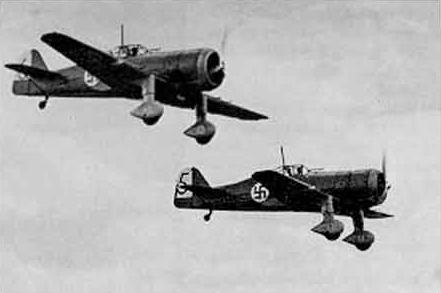
Twee Finse Fokkers D.XXI

  - 2 exemplaren voor Denemarken met tijdelijk een 645 pk Mercury VI-S-motor en twee 20 mm Madsen-kanonnen aan de vleugels, Deense registratienummers J-41 en J-42, Fokker constructienummers 554 en 555. De motor zou later vervangen worden door een Mercury VIII. De Denen (Haerens Flyvertroppernes Vaerkstader) bouwden nog 10 soortgelijke toestellen in licentie, J-43 t/m J-52.
- D.XXI-2
  - 43 exemplaren voor de Nederlandse (nrs. 212-247) en Finse Luchtmacht (FR-76 t/m FR-82) uitgerust met een 830 pk Bristol Mercury VIII. De D.XXI-2 had ten opzichte van de D.XXI-1 een langer en smaller landingsgestel.
- D.XXI-3
  - 38 in Finland door Valtion Lentokonetehadas gebouwde D.XXI uitgerust met een 830 pk PZL/Mercury VIII of Tampella/Mercury VIII motor (FR-83 t/m FR-120).
- D.XXI-4
  - 50 in Finland door Valtion Lentokonetehadas gebouwde D.XXI uitgerust met een 830 pk Pratt & Whitney R-1535-SB4 Twin Wasp Junior-motor, andere bewapening, een grotere staartvin en een ander cockpitraam.
- D.XXI-5
  - 5 exemplaren met een 920 pk Bristol Pegasus X motor.

## Resten en herbouw

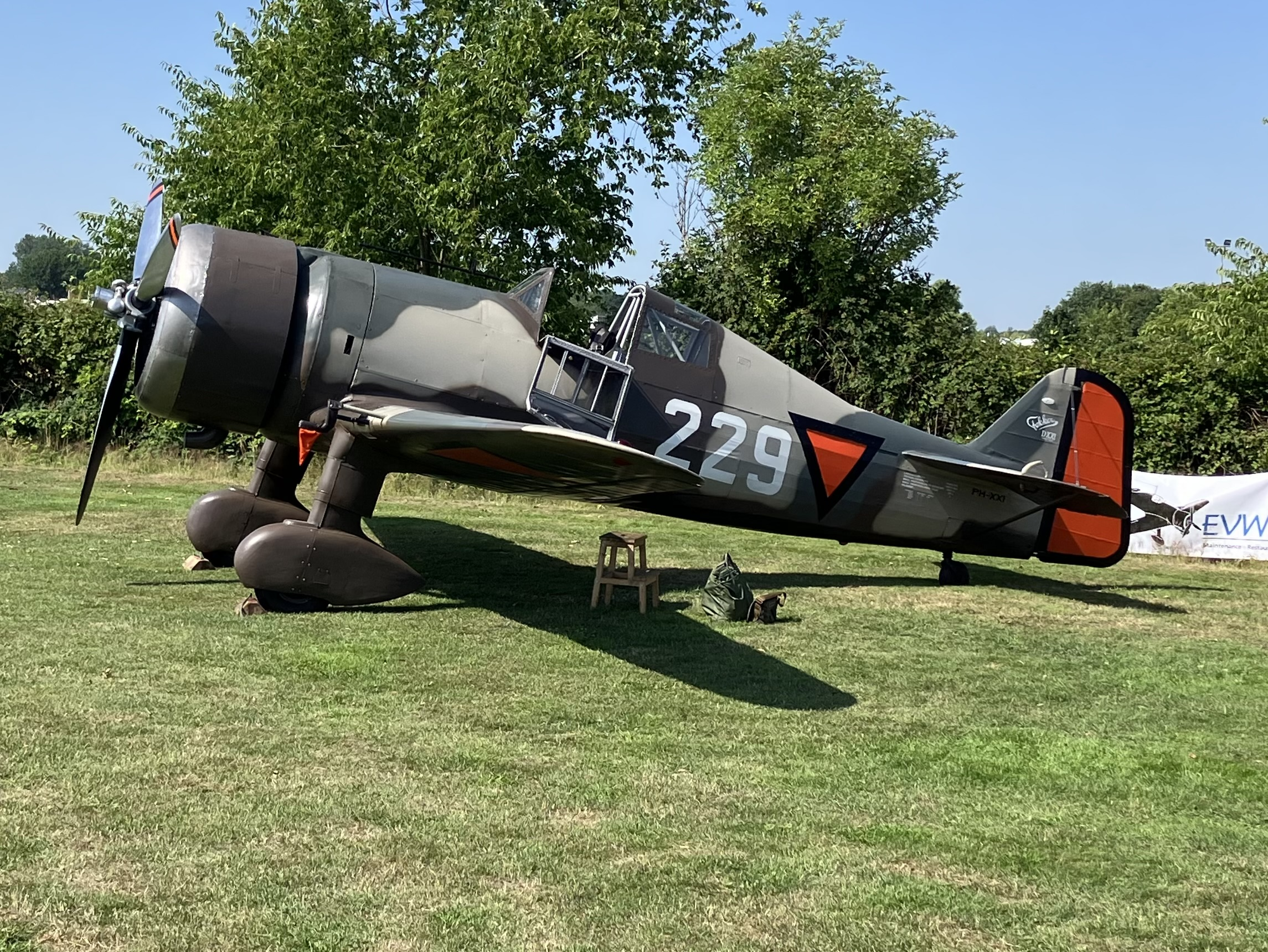
De vliegende replica Fokker D.XXI op vliegveld Hoogeveen juli 2023

In 1988 bouwde de Fokker-bedrijfsschool in samenwerking met het militair luchtvaartmuseum nog één exemplaar voor het Militair Luchtvaart Museum te Soesterberg. In het Fins luchtmachtmuseum (Suomen Ilmavoimamuseo) in Jyväskylä staat een exemplaar dat rond 1989 is samengesteld uit verschillende onderdelen van Finse D.XXI's. De romp behoorde tot de FR-110, die tijdens de Winteroorlog de meeste overwinningen behaalde. Daarnaast is er nog een complete doch kale romp in Denemarken van de J-49, een in licentie gebouwd toestel. Een paar jaar geleden zijn in Rusland de resten gevonden van twee Finse D.XXI's, de status daarvan is niet bekend. 
In Nederland is er één vliegende DXXI. Op 23 mei 2022 maakte hij -voorzien van een Curtiss-Wright GR-1820 F-52 Cyclone- zijn eerste vlucht, waarna de Britse testvlieger Dan Griffith het toestel onderwierp aan een uitgebreid testprogramma. Alhoewel vaak omschreven als een herbouw gaat het hier toch echt om een replica die in juni 2023 van de Inspectie Leefomgeving & Transport (IL&T) zijn Bewijs van Luchtwaardigheid kreeg.